# Remparts de Château-Gontier
Les remparts de Château-Gontier étaient un ensemble de murailles érigées par Renaud Ier de Château-Gontier pour protéger la ville de Château-Gontier, en Mayenne. Ces murailles ont été plusieurs fois remaniées, puis ont été détruites à la fin du XVIIIe siècle.
Avec le château de Château-Gontier, les remparts formaient un puissant système défensif, comportant plusieurs portes ainsi qu'un grand nombre de tours.

## Situation
Les remparts de Château-Gontier ont été construits autour du château, sur la concession effectuée par Foulques Nerra aux moines de l'abbaye Saint-Aubin d'Angers d'un terrain équivalent au quart de leur cour de Bazouges.  
Un pont est resté le seul point de franchissement sur la Mayenne jusqu'au XIXe siècle. Ainsi, jusqu'à cette date, tous les voyageurs devaient traverser de la ville close.

## Histoire
Château-Gontier naît au XIe siècle avec la fondation du château. La motte seigneuriale, sise devant l'église du prieuré, près le hébergement au rectour, est cédée, en 1360, aux bénédictins, pour l'usage et à condition qu'ils ne la feraient pas clore. 

## Situation
L'enceinte peut encore être suivie sur le terrain grâce à quelques points de repère qui subsistent:
- Du pont, flanqué de deux tours, partait vers le Nord une courtine qui joignait le rocher et la base du château.
- En descendant le cours de la Mayenne, une muraille assez basse longeait les fossés jusqu'au port au vin, où se trouvait une Cour saillante.
- La tour suivante, dite du Puits, était aux trois quarts ruinée en 1669 ; la courtine qui la reliait à la grande tour[1] existe encore[2].
- De là, par un coude accentué, on gagnait la porte d'Olivet devant laquelle coulait, sous un pont rétabli encore en 1667 et 1727, le ruisseau qui alimentait les douves.
- Les murs suivaient ensuite la droite de la rue Martinet jusqu'à la tour Gaultier, et longeaient la promenade pour rejoindre la porte de Saint-Remi, dite aussi porte Neuve.
- Entre cette porte et celle de Tréhu, l'enceinte était protégée par des fossés qu'alimentait le Merdanson et par des marécages presque impraticables, qui grâce à des travaux considérables sont devenus les promenades du Mail.
- La porte de Tréhu — Tou, dans une charte de 1289, et ordinairement Trou ou Treu, servait de débouché à la Grande Rue, et avait un pont dormant comblé de terre et pavé en 1616 pour éviter les réparations, mais que les voitures n'osaient plus franchir en 1731. Les tours d'Ampoigné, de Giziers, la tour Valaise ou de Laval, défendaient l'enceinte du château.

Pour remettre en état les murs de la ville dévastés dans la première période des guerres anglaises, une taxe est imposée à toutes les paroisses de la baronnie de Château-Gontier, de 1388 à 1396. Même après l'achèvement des travaux, les habitants se plaignent qu'on les impose encore.

## Démolition
La tour de Giziers avait été détruite en 1602, par ordre d'Henri IV.
L'une des quatre portes fut reconstruite et décorée, en 1685, par François Trouillard, architecte à Château-Gontier, et Olivier Deshaies, sculpteur à Angers. Le conseil de ville s'occupa plusieurs fois de l'entretien des murs et des tours. Le 6 juillet 1696 encore, il délibère sur un projet de fortifications conformes à celles d'autres villes et sur un modèle que le sieur de la Bocassière avoit fourni.
Le 8 décembre 1789, la municipalité prend solennellement possession des murs et des tours par une promenade militaire, puis, en 1790, malgré la défense du département, elle se met en devoir de les démolir.